# Simca-Talbot 1510
 (avril 2023).
Si vous disposez d'ouvrages ou d'articles de référence ou si vous connaissez des sites web de qualité traitant du thème abordé ici, merci de compléter l'article en donnant les références utiles à sa vérifiabilité et en les liant à la section « Notes et références ».
La Simca-Talbot 1510 est un modèle automobile fabriqué par Talbot à partir de juillet 1979, commercialisé au Royaume-Uni sous le nom de Talbot Alpine et en Espagne sous le nom Talbot 150.
Il s'agit de la version restylée sous l'ère Peugeot des Simca-Chrysler 1307 / 1308 / 1309 et déclinée, à partir de 1980, en une version trois volumes, la Solara.
La 1510 est supprimée en 1982 tandis que la Solara sera fabriquée jusqu'en 1986 avec des changements en 1985 et 1986 (couleurs plus modernes, chromes peints en noir mat, pare-chocs deux tons, nouvelle calandre couleur carrosserie, nouveaux enjoliveurs, boîte de vitesses Peugeot BE1-4 et BE1-5).
PSA a mis un terme à la carrière de la Talbot 1510 car elle se vendait nettement moins que la Solara, mais surtout pour ne pas faire d'ombre à la future Citroën BX qui était également à hayon, tandis que les autres rivales françaises (Talbot Solara, Peugeot 305 et Renault 18) étaient à coffre, et lui laisser ainsi le champ libre en tant que seule familiale française à hayon.

## Versions
- LS : « Moteur Poissy » de 1 294 cm3 68 ch (carburateur Solex simple corps). Version la plus dépouillée. Boîte 4 rapports SIMCA. Moteur supercarré.
- GL : « Moteur Poissy » de 1 442 cm3 85 ch (carburateur Weber double corps). Version plus performante. Boîte 4 rapports SIMCA. Prééquipement radio, meilleure isolation du moteur. Moteur à course longue, plus souple que le 1300 mais s'usant plus vite, notamment parce que la boîte de vitesses à 5 rapports n'était pas disponible sur cette version.
- GLS : « Moteur Poissy » de 1 442 cm3 85 ch
- SX : « Moteur Poissy » de 1 592 cm3 88 ch (moteur supercarré). Cette version haut de gamme bénéficiait de sièges en velours avec appuie-tête avant et arrière, de la direction assistée, de projecteurs antibrouillard, d'un ordinateur de bord (indication de la consommation totale et instantanée notamment), de vitres électriques à l'avant, de serrures électriques des portes, d'une boîte à gants avec serrure, d'un vide poche sous le volant, de manomètres variés (pression d'huile, voltmètre), d'un compte-tours, d'une boîte automatique (avec régulateur de vitesse) et d'un volant gainé de cuir.

Le toit ouvrant était en option.
Pour le millésime 1982, les versions GLS et SX adoptent le « moteur Poissy » de 1 592 cm3 qui voit sa puissance augmentée à 90 ch. La SX est désormais disponible également en boîte manuelle 5 rapports d'origine Citroën.
Ces modèles se sont distingués par une excellente tenue de route et par la robustesse de leur mécanique. En revanche, la protection contre la corrosion était perfectible comme pour beaucoup de véhicules de cette époque.